# ふなと岩断層

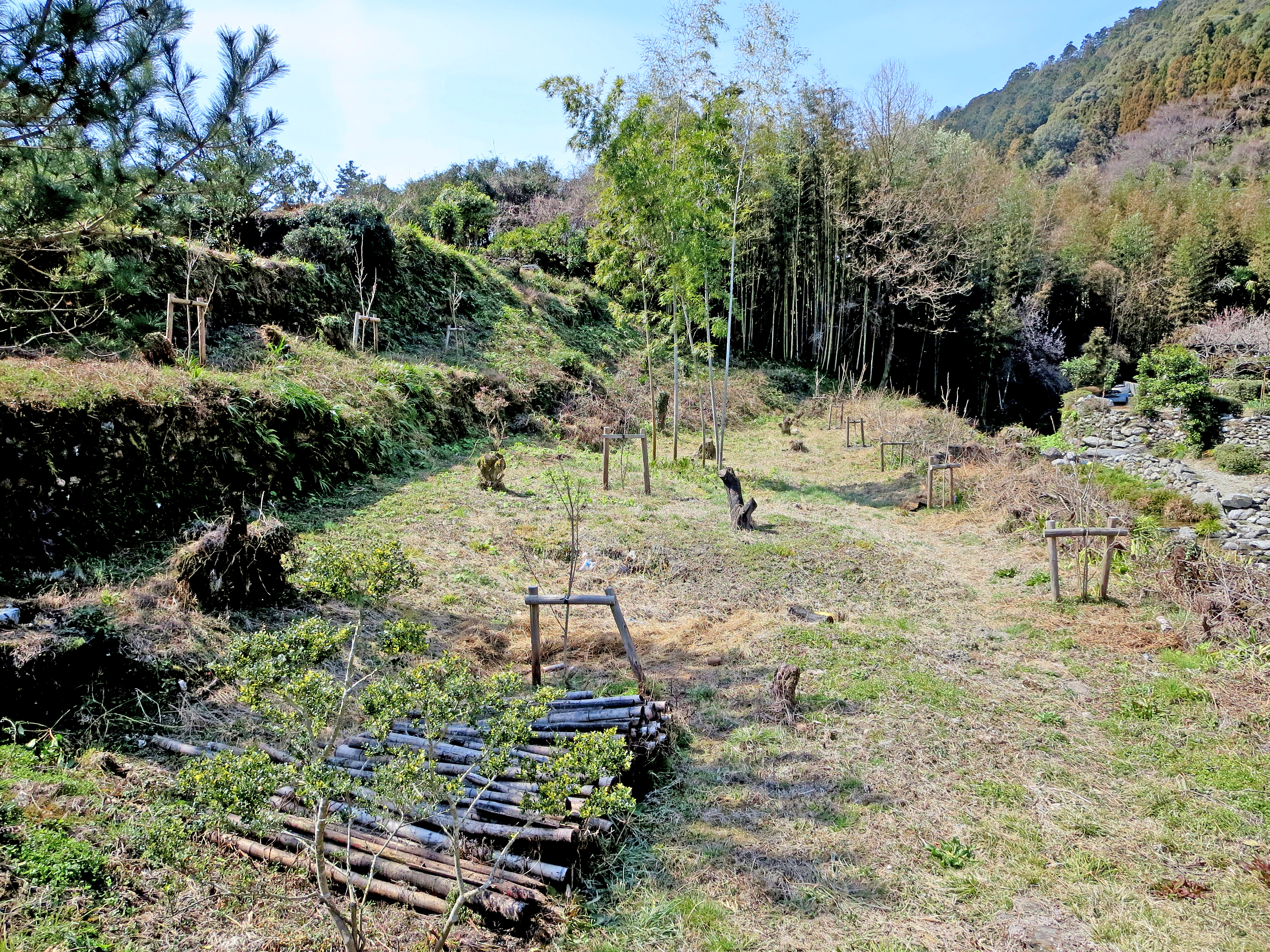
〈掘削前の状況〉

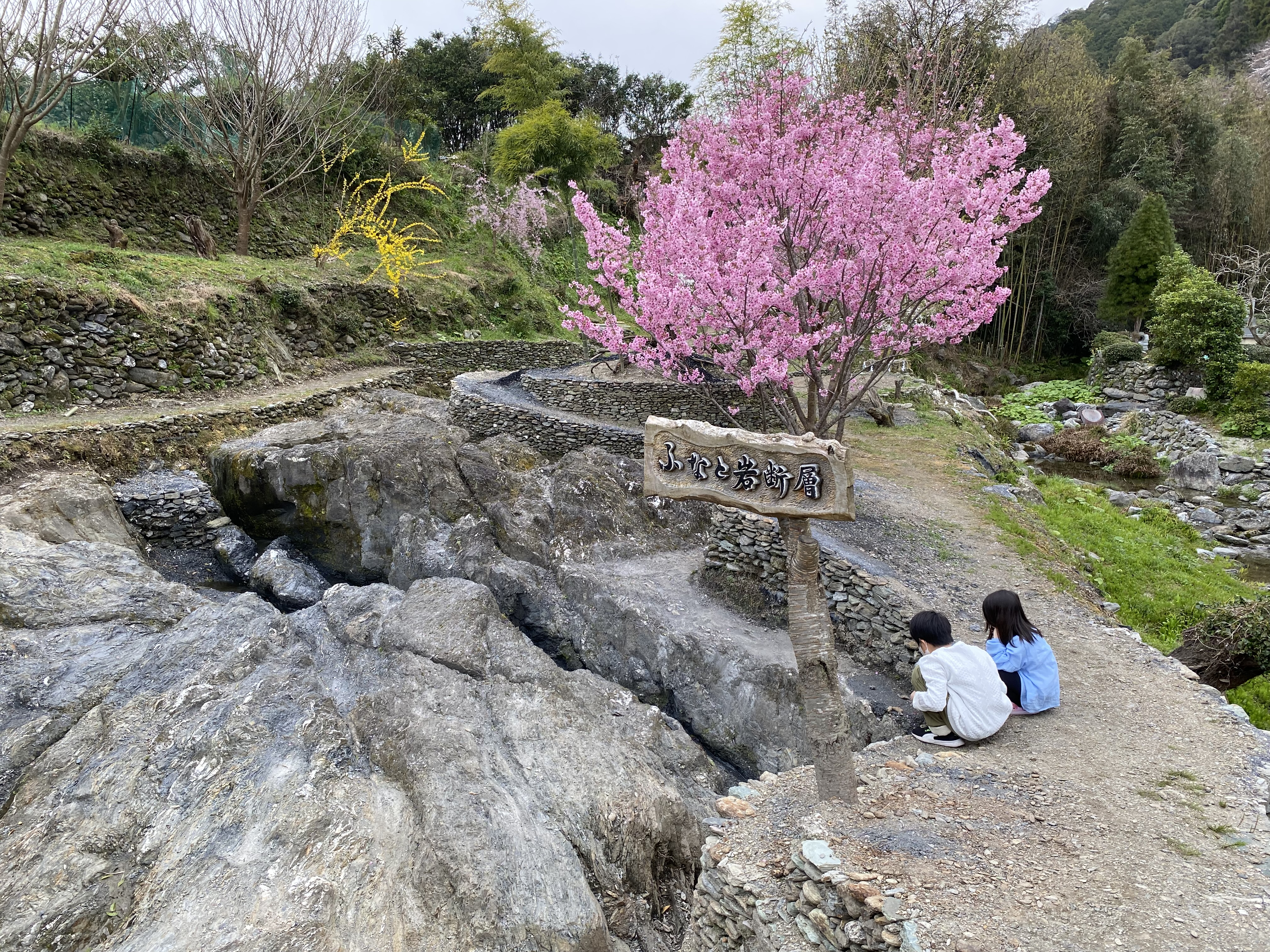
〈手掘り掘削後出現した断層面〉

ふなと岩断層（ふなといわだんそう）は、日本の四国地方、徳島県名西郡神山町下分西寺で掘削により出土した断層露頭のことである。

## 概要
四国八十八箇所の12番札所焼山寺の奥の院がある焼山寺山の南方約2.5 kmに位置し、鮎喰川の支流の舟谷川の右岸沿いにある。
北側1 kmの山中には鮎喰川断層が北東から南西に延びている。南側約400 mには、鮎喰川活動セグメントが北東から南西に延びている。

## 村史の記録
安政南海地震（1854年）の記録として
「突然激しい地震が起り、約一時間に亘つて震動はなおやまず、人々は戸外に逃げ出したが、強震のために歩行も出来ず、芋穴や、竹やぶ等に避難し、たゞ神仏に無事を祈念するのみであつた。（中略）隣村の下分村では、たまたま辰の市の翌日で、親族・知己の者が宿泊していたので、その混雑は特に甚だしかつたということである。（中略）朝は神社に参拝し昼からは寺もしくは巷に集つて、念仏を唱えたとのことである。」
「安政四年十一月巳の日七ツ時頃辰巳の方より震動し約半時（現今ノ一時間）亘りて震動止まず家に在るもの倉皇狼狽外に出たるも強震の為め歩行する能はす唯だ神仏に無事息災を祈念するのみ震動断続して一週間に及びし為め業を執ること能はず野小屋を掛けて同居し以て動揺の止むを待ちたり之れを安政の大地震と謂ひ時偶々辰市の翌日にして各戸に親族知己のもの宿泊為し居たれば其混雑筆紙に尽し難かりき」とある。
「安政四年十一月巳の日七ツ時頃（現今ノ午後四時）辰巳の方より震動し、、、」
「安政四（二カ）年十一月谷口カゲ長福寺大地震で倒壊する」。
『下分上山村史』によれば当地の西には「天正時代（1580年頃）寺名と呼ばれ、福音寺という七堂伽藍(しちどうがらん)を有する阿波国内屈指の巨刹（きょさつ）ありし地」、「大般若経が福音寺に有った」とある。

## メディア紹介
- 2022/04/20 テレビトクシマ「神山で発見「ふなと岩断層」」[9]
- 2023/04/18 テレビトクシマ「ふなと岩断層」石積みの散策路に八重桜舞うhttps://m.youtube.com/watch?v=NYCSl1l8pWU